# NEMNE
NEMNE（ネムネ）は、日本のシンガーソングライター、作詞家。 UKO（ユウコ）のソロプロジェクトである。

## 概要
長野県松本市出身、ミュージシャン。シンガーソングライターUKOによるソロプロジェクト。
課外で合唱団に入っていた姉の影響を受け、小学校高学年の時に同じ合唱団に入団、年に２回程のコンサートやセイジ・オザワ 松本フェスティバル（旧称サイトウ・キネン・フェスティバル松本）に参加するなど高校卒業するまで精力的に続ける。部活動では軽音部に所属しバンドを組んでボーカルを務めた。
その頃より作詞・作曲を始め、大学進学後に本格的に音楽活動を始める。
2014年、UKOとして初のシングル「Signal」をリリースしデビュー。その他にも冨田ラボや家入レオ、FIVE NEW OLD等といった様々なアーティストへの楽曲参加や作詞/楽曲提供、コラボレーションなど多岐に渡り活躍。
2021年1月、より自由でクロスオーバーな活動の場として新たにソロプロジェクトNEMNEを始動
SIRUPなど様々なアーティストのプロデュースでも知られるShin Sakiuraをプロデューサーに迎えたデビュー曲「Mind」をリリースしTOWER DOORSが選ぶ2021年2月のベスト・ニュー・アーティストにPICK UPされる。
同年11月には、親交の深いアーティスト達とコラボをした初のEP「ZERO」をデジタルリリースし、翌月には自身初となるバンド編成でのリリースワンマンライブを開催した。
2022年4月、気鋭のトラックメイカーSEIKIをプロデューサーに迎えた新曲「mirror」をリリース。
2023年3月、2nd EP 「Taion」をリリース。同年、10月には3rd EP「COZY」をリリースする。
2023年12月、自身ソロでは初となる中国ツアー全４箇所（上海、広州、深圳、杭州）をシンガーソングライターの大比良瑞希、
バンドのTHREE1989と共に周った。

## ディスコグラフィー

### アルバム
|        | 発売日         | タイトル | 収録曲                                              |
| ------ | -------------- | -------- | --------------------------------------------------- |
| 1st EP | 2021年11月3日  | Z E R O  | 1. Mind 2. AUBE 3. merry go round 4. TRAFFIC 5. KOE |
| 2nd EP | 2023年3月29日  | Taion    | 1. Taion 2. LIBERTY 3. mirror 4. SUI 5. For whom    |
| 3rd EP | 2023年10月25日 | COZY     | 1. Cozy 2. Move On 3. Lazy 4. HERO                  |

### 配信限定シングル
| 発売日         | タイトル       | 収録曲            |
| -------------- | -------------- | ----------------- |
| 2021年1月27日  | Mind           | 1. Mind           |
| 2021年9月15日  | AUBE           | 1. AUBE           |
| 2021年10月13日 | merry go round | 1. merry go round |
| 2022年4月27日  | mirror         | 1. mirror         |
| 2022年10月26日 | LIBERTY        | 1. LIBERTY        |
| 2022年11月30日 | For whom       | 1. For whom       |
| 2023年8月23日  | Cozy           | 1. Cozy           |
| 2023年10月11日 | Lazy           | 1. Lazy           |

## 主なライブ

### ワンマンライブ・主催イベント
| 開催日         | タイトル                              | 備考            |
| -------------- | ------------------------------------- | --------------- |
| 2021年7月18日  | NEMNE presents “ intersection “       | Time Out Cafe   |
| 2021年12月10日 | NEMNE 1st EP “Z E R O” RELEASE ONEMAN | 表参道WALL&WALL |
| 2022年5月27日  | NEMNE presents “ intersection #02 “   | Time Out Cafe   |
| 2023年4月20日  | NEMNE 2nd EP “Taion” RELEASE ONEMAN   | TOKIO TOKYO     |